# Wallagonia maculatus
Wallagonia maculatus là một loài cá da trơn trong họ Cá nheo (cá leo) đặc hữu của Malaysia, nơi nó chỉ được biết đến từ Sabah ở phía bắc Borneo. Loài này co thể phát triển lên đến chiều dài 100 cm.
Cho đến khi nghiên cứu về xương xác nhận chi Wallagonia vào năm 2014, W. maculatus được đưa vào chi Cá leo.